# District de Havlíčkův Brod
Le district de Havlíčkův Brod (en tchèque : okres Havlíčkův Brod) est un des cinq districts de la région de Vysočina en Tchéquie. Son chef-lieu est la ville de Havlíčkův Brod.

## Liste des communes
Le district compte 120 communes, dont 9 ont le statut de ville (město, en gras) et 8 celui de bourg (městys, en italique) :
Havlíčkův Brod •
Bačkov •
Bartoušov •
Bělá •
Bezděkov •
Bojiště •
Boňkov •
Borek •
Břevnice •
Čachotín •
Čečkovice •
Česká Bělá •
Chotěboř •
Chrtníč •
Chřenovice •
Číhošť •
Dlouhá Ves •
Dolní Krupá •
Dolní Město •
Dolní Sokolovec •
Druhanov •
Golčův Jeníkov •
Habry •
Havlíčkova Borová •
Herálec •
Heřmanice •
Hněvkovice •
Horní Krupá •
Horní Paseka •
Hradec •
Hurtova Lhota •
Jedlá •
Jeřišno •
Jilem •
Jitkov •
Kámen •
Kamenná Lhota •
Klokočov •
Knyk •
Kochánov •
Kojetín •
Kouty •
Kozlov •
Kožlí •
Kraborovice •
Krásná Hora •
Krátká Ves •
Krucemburk •
Kunemil •
Květinov •
Kyjov •
Kynice •
Lány •
Ledeč nad Sázavou •
Leškovice •
Leština u Světlé •
Libice nad Doubravou •
Lípa •
Lipnice nad Sázavou •
Lučice •
Malčín •
Maleč •
Michalovice •
Modlíkov •
Nejepín •
Nová Ves u Chotěboře •
Nová Ves u Leštiny •
Nová Ves u Světlé •
Okrouhlice •
Okrouhlička •
Olešenka •
Olešná •
Ostrov •
Oudoleň •
Ovesná Lhota •
Pavlov •
Podmoklany •
Podmoky •
Pohled •
Pohleď •
Prosíčka •
Přibyslav •
Příseka •
Radostín •
Rozsochatec •
Rušinov •
Rybníček •
Sázavka •
Sedletín •
Skorkov •
Skryje •
Skuhrov •
Šlapanov •
Slavětín •
Slavíkov •
Slavníč •
Sloupno •
Služátky •
Sobíňov •
Štoky •
Stříbrné Hory •
Světlá nad Sázavou •
Tis •
Trpišovice •
Uhelná Příbram •
Úhořilka •
Úsobí •
Vepříkov •
Veselý Žďár •
Věž •
Věžnice •
Vilémov •
Vilémovice •
Víska •
Vlkanov •
Vysoká •
Ždírec •
Ždírec nad Doubravou •
Žižkovo Pole •
Zvěstovice

## Principales communes
Population des principales communes du district au 1er janvier 2023 et évolution depuis le 1er janvier 2022 :
| Havlíčkův Brod       | 23 398 | en augmentation |
| Chotěboř             | 9 109  | en augmentation |
| Světlá nad Sázavou   | 6 437  | en augmentation |
| Ledeč nad Sázavou    | 4 862  | en augmentation |
| Přibyslav            | 4 004  | en augmentation |
| Ždírec nad Doubravou | 3 080  | en stagnation   |
| Golčův Jeníkov       | 2 727  | en augmentation |
| Štoky                | 1 982  | en augmentation |
| Krucemburk           | 1 604  | en augmentation |